# Pliješevina
Pliješevina (cyr. Плијешевина) – wieś w Czarnogórze, w gminie Pljevlja. W 2011 roku liczyła 49 mieszkańców.